# مارك تومسون (دراج)
مارك تومسون (بالإنجليزية: Marc Thompson)‏ هو دراج أمريكي، ولد في 27 يونيو 1953 في كانساس سيتي في الولايات المتحدة.

## وصلات خارجية
- مارك تومسون على موقع أوليمبيديا (الإنجليزية)